# Wierzchocino
Wierzchocino (deutsch Virchenzin, slowinzisch Vjėřχʉ̀ɵ̯cänɵ) ist ein Dorf im Powiat Słupski der polnischen Woiwodschaft Pommern.

## Geographische Lage
Das Dorf liegt in Hinterpommern, etwa fünf Kilometer südöstlich von Smołdzino (Schmolsin), 24 Kilometer nordöstlich von Stolp und 94 Kilometer westlich der regionalen Metropole Danzig.

## Geschichte

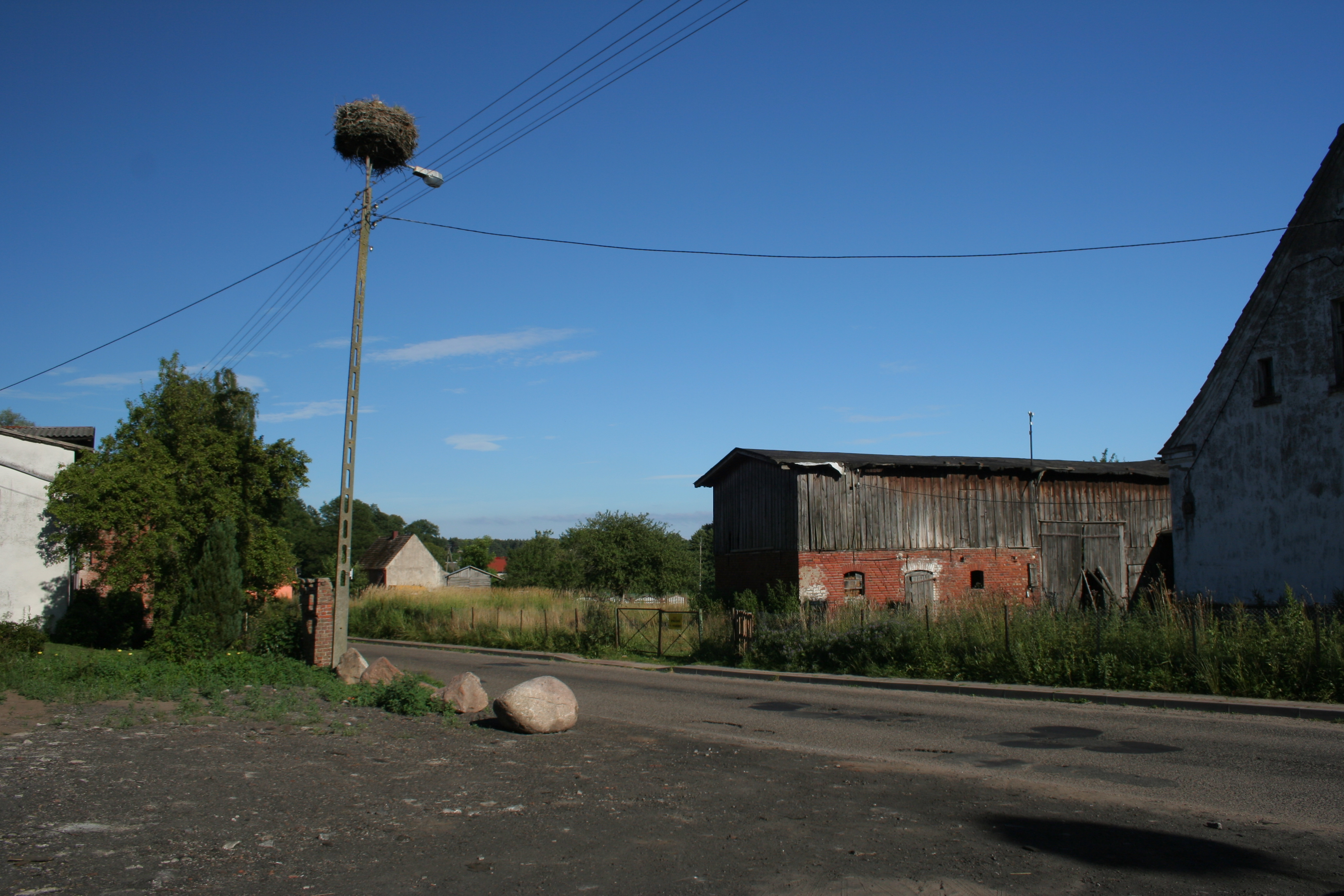
Dorfstraße (2010), mit Storchennest auf Strommast

Das Dorf ist ein ehemaliges Gutsdorf. Um 1782 gab es in Virchenzin ein Vorwerk, acht Bauern mit dem Schulzen, drei Kossäten und 18 Büdner, unter denen sich auch der Unterförster und der Schmied befanden. 1925 standen auf dem Gemeindegrund 98 Wohnhäuser. 
Am 1. April 1927 hatte das Gut Virchenzin eine Flächengröße von 452 Hektar, und am 16. Juni 1925 hatte der Gutsbezirk 74 Einwohner. Am 30. September 1928 wurde der Gutsbezirk Virchenzin in die Landgemeinde Virchenzin eingegliedert.
Die Gemeindefläche war 1190 Hektar groß. Zu Virchenzin gehörten vor 1945 vier Wohnstätten:
1. Heinrichshof
2. Lassen
3. Virchenzin
4. Vogelsang

Um 1935 hatte Virchenzin unter anderem einen Gasthof, eine Niederlassung der Spar- und Darlehnskasse, einen Gemischtwarenladen, eine Mühle, eine Schmiede, eine Stellmacherei und eine Tischlerei. Im Jahr 1939 bestanden in Virchenzin 131 Haushaltungen mit insgesamt 556 Einwohnern.
Vor Ende des war  im Landkreis Stolp, Regierungsbezirk Köslin, der preußischen Provinz Pommern des Deutschen Reichs. Virchenzin war Amtssitz des Amtsbezirks Virchenzin.
Gegen Ende des Zweiten Weltkriegs wurde die Region am 9. März 1945 von der Roten Armee besetzt. Anschließend wurde Virchenzin von der Sowjetunion der Volksrepublik Polen zur Verwaltung überlassen. Es kamen Polen in das Dorf und bemächtigten sich der Häuser und Gehöfte. Es wurde die polonisierte Ortsbezeichnung ‚Wierzchocino‘ eingeführt. Die einheimischen Dorfbewohner wurden in der Folgezeit von der polnischen Verwaltungsbehörde aus Virchenzin vertrieben.
Im Jahr 2008 hatte der Ort 221 Einwohner.

## Religion
Die einheimischen Dorfbewohner vor 1945 waren mit seltenen Ausnahmen evangelisch und gehörten zum Kirchspiel Schmolsin.
Die seit 1945 und Vertreibung der einheimischen Dorfbewohner anwesende polnische Einwohnerschaft ist überwiegend katholisch.

## Schule
Bis 1830 hatten die Dörfer Zietzen, Virchenzin und Vietkow eine gemeinsame Schule, die sich zwischen diesen Ortschaften auf dem ‚ritterfreien‘ Vorwerk Rambow befand. Jedes der drei Dörfer bekam danach eine eigene Schule.